# Allocareproctus kallaion
Allocareproctus kallaion är en fiskart som beskrevs av Orr och Robert C.Busby 2006. Allocareproctus kallaion ingår i släktet Allocareproctus och familjen Liparidae. Inga underarter finns listade i Catalogue of Life.